# 잭 더 리퍼 용의자

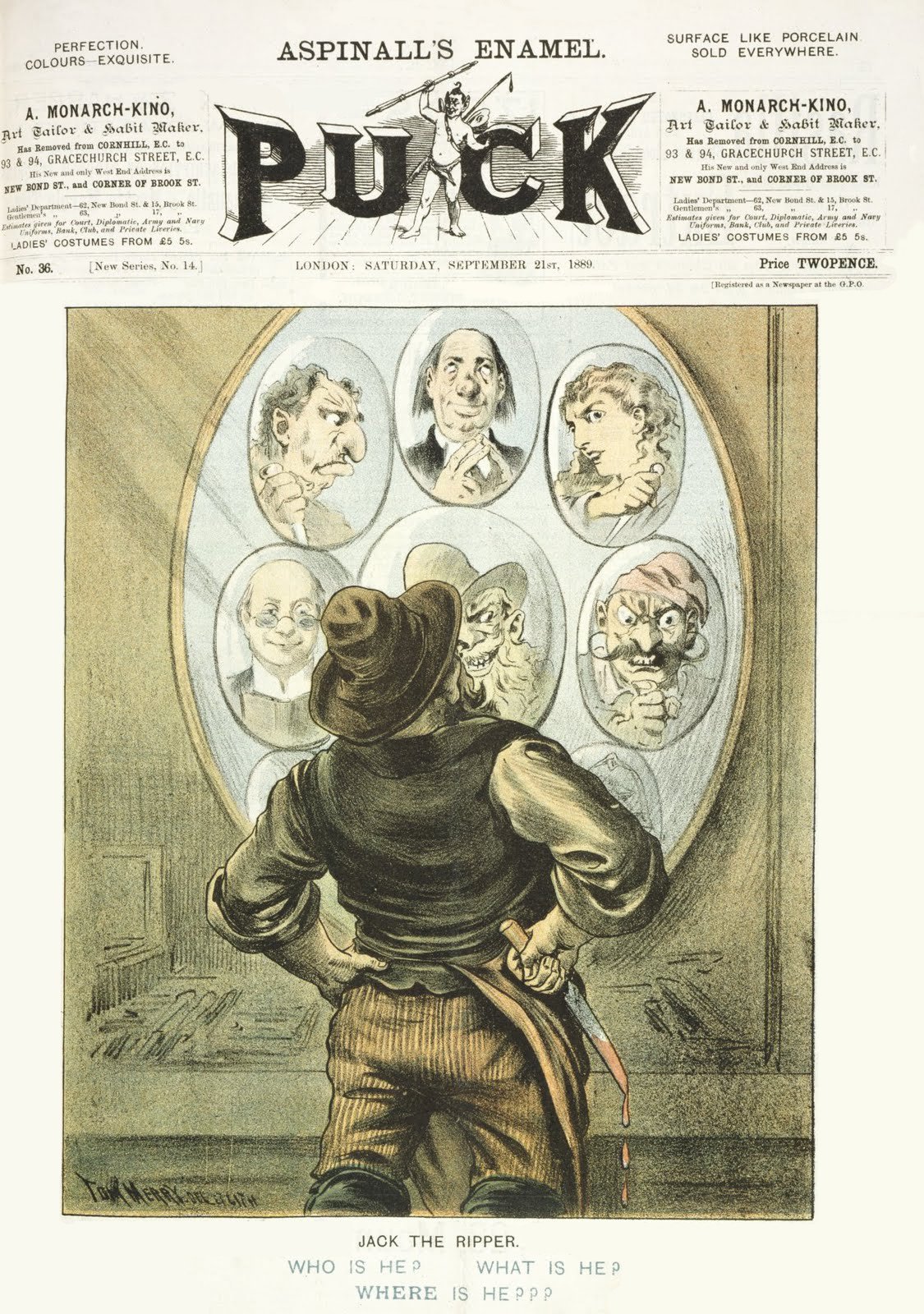
퍽의 1889년 9월 21일자 표지로 만화가 톰 메리가 정체가 밝혀지지 않은 화이트채플 연쇄살인범 잭 더 리퍼를 그렸다.

1888년 8월부터 11월까지 이스트엔드오브런던에서 일어난 일련의 연쇄 살인 사건은 잭 더 리퍼라는 별명을 가진 신원 불명 살인자의 소행으로 추정되었다. 이후로 살인자나 살인자의 신원에 대해 여러 곳에서 논의가 진행되었으며 100명이 넘는 잭 더 리퍼 사건 관련 조사 대상자의 이름이 용의선상에 올랐다. 많은 추론이 제기되었지만 전문가들은 전부 설득력이 없다고 판단하고 일부는 진지하게 받아들이지 않았다. 사건 이후 오랜 시간 동안 계속해서 범인에 대한 추측이 난무했지만, 살인자의 신원은 아직까지 밝혀지지 않았다.

## 당대의 경찰 용의자

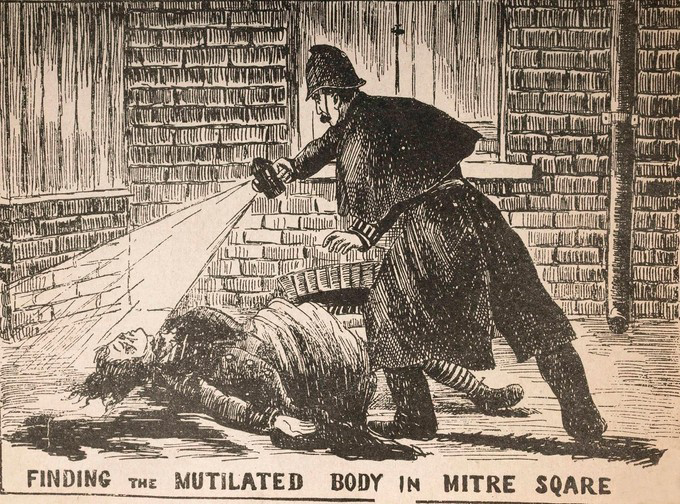
마이터 광장에서 캐서린 에도스의 시체 발견을 묘사한 일러스트레이티드 폴리스 뉴스 그림

광역경찰청 문서에 기록된 바로, 사건 수사에서는 1888년에서 1891년 사이에 일어난 11건의 개별 살인을 "화이트채플 연쇄살인사건"으로 통칭한다. 11건 중 메리 앤 니컬스, 애니 채프먼, 엘리자베스 스트라이드, 캐서린 에도스, 메리 제인 켈리가 살인 당한 5건은 일반적으로 "잭 더 리퍼"라고 불리는 단일 살인마의 살인으로 여겨진다. 위 5건의 살인은 1888년 8월과 11월 사이에 인접한 곳에서 발생했으며 이를 통틀어 "캐노니컬 파이브"라고 부른다. 에마 엘리자베스 스미스, 마사 태브럼, 로즈 밀렛, 앨리스 매켄지, 프랜시스 콜스, 핀치 가 몸통이 살인 당한 다른 6건의 살인은 잭 더 리퍼와 다양하게 연관되어 있다.
신속한 습격과 일부 시신에 행해진 훼손 방식, 즉 절개와 장기 적출은 살인자가 의사 기술이나 정육점 기술을 가지고 있다는 추측을 낳았다. 하지만, 이에 강하게 반대하는 이들이 있는데, 그들은 상처들이 전문가라고 하기에는 너무 조악하다고 말한다. 지역 도축업자들과 정육점 주인들의 알리바이가 조사되었고, 그 결과 수사 대상에서 제외되었다. 2000명 이상의 사람들이 인터뷰를 받았고, 300명 이상의 사람들이 조사를 받았으며, 80명이 구금되었다.
수사 과정에서 공식적으로 기소된 사람은 없었지만 경찰은 여러 남성을 유력한 용의자로 간주했다.

### 몬터규 존 드루이트
몬테규 존 드루이트 (Montague John Druitt, 857년 8월 15일 – 1888년 12월 초)는 도싯 태생의 변호사로 런던 블랙히스에서 1888년에 해고되고 익사하여 자살하기 전까지 교감으로 일했다. 그의 부패한 시신은 1888년 12월 31일 치즈윅 근처의 템스 강에서 떠다니는 것으로 발견되었다. 1888년 11월 9일에 일어난 마지막 살인 사건 직후 그가 죽었기 때문에 멜빌 맥나튼 1894년 2월 23일의 메모에서 드루이트를 용의자로 지목했다. 그러나 맥나튼은 31세의 변호사를 41세의 의사로 잘못 메모했다. 9월 1일, 첫 번째 정식 살인 다음 날, 드루이트는 도싯에서 크리켓 경기를 하고 있었고, 대부분의 전문가들은 살인자가 화이트채플의 지역 주민이었던 반면 드루이트는 템스 강 건너편 켄트에 살았다고 보고 있다. 프레더릭 에벌라인 경감은 드루이트를 중요한 용의자로 치부했던 것처럼 보이는데, 그에게 불리한 유일한 증거는 우연히 마지막 정식 살인 직후 자살했다는 것이다.

### 세베린 크워소프스키
세베린 안토니비치 크워소프스키 (Seweryn Antonowicz Kłosowski, 별명 조지 채프먼, 희생자 애니 채프먼과 아무 관계 없음, 1865년 12월 14일 – 1903년 4월 7일)는 폴란드 입헌왕국에서 태어났지만 화이트채플 연쇄살인사건이 발생하기 직전인 1887년과 1888년 사이에 영국으로 이주했다. 1893년과 1894년 사이에 그는 채프먼이라는 이름을 얻었다. 그는 세 명의 아내를 연속으로 독살했고 "자치구 독살자"로 알려지게 되었다. 그로 인해 1903년 교수형을 당했다. 리퍼 살인 사건 당시 그는 런던의 화이트채플에서 살며 루트비히 슐로스키라는 이름의 이발사로 일하고 있었다. 1930년에 중독에 관한 책을 쓴 H. L 애덤(H. L. Adam)에 따르면 채프먼은 프레더릭 에벌라인 경위가 선호하는 용의자였으며 폴 몰 가제트는 유죄 판결을 받은 후 애벌라인이 채프먼을 의심했다고 한다. 그러나 채프먼이 독극물로 세 아내를 살해했기 때문에 범인일 가능성이 낮다고 생각하는 사람들도 있다. (전례가 없는 것은 아니지만) 연쇄 살인범의 살인 방식이 그렇게 급격하게 바뀌는 일은 드물다.

### 애런 코스민스키
애런 코스민스키(Aron Mordke Kozminski, 1865년 9월 11일 – 1919년 3월 24일)는 1891년 콜니 해치 정신병원에 입원한 폴란드계 유대인이다. "코스민스키"(이름은 없었음)는 1894년 멜빌 맥나튼 경의 비망록과 복사된 로버트 앤더슨 경의 회고록 여백에 도널드 스완슨 경감이 손으로 쓴 논평에서 용의자로 지목되었다. 앤더슨은 폴란드계 유대인이 리퍼로 밝혀졌지만 목격자 역시 유대인이고 같은 유대인에 대한 증언을 거부했기 때문에 기소는 불가능하다고 썼다. 이것을 회의적으로 보는 작가들이 있는 반면, 추론에서 이용하는 작가도 있다. 맥나튼은 아무도 리퍼가 아니였다고 그의 비망록에 썼는데, 이것은 앤더슨의 기억과 모순된다. 1987년, 작가 마틴 피도는 코스민스키라고 불리는 수감자들의 정신과 기록을 조사했고, 오직 한 명만을 찾았다. 아론 코스민스키이다. 코스민스키는 화이트채플에 살았지만, 정신 병원에서는 대체로 위험하지 않았다. 그의 정신적 문제는 환청, 다른 사람들에게 먹히는 것을  편집증적으로 두려워하던 것, 씻거나 목욕하는 것을 거부함, 즉 "자학"의 형태를 띠었다. 전직 FBI 프로파일러인 존 더글라스는 그의 책 The Cases That Humt Us에서, 코스민스키와 같이 편집증이 있는 사람이 살인자였더라면 정신병원에 있는 동안 살인에 대해 공개적으로 자랑했을 것이라고 말하지만, 그가 그렇게 했다는 기록은 없다. 2014년에 한 DNA 분석 결과 피해자 캐서린 에도스의 것으로 알려진 숄과 코스민스키 사이에 희미하게 연관이 있었지만, 유전자 지문 채취를 발명한 알렉 제프리 경을 포함한 전문가들은 신뢰할 수 없는 것이라고 일축했다. 2019년 3월, 법의학 저널(Journal of Forensic Sciences)에서 코스민스키와 캐서린 에도스의 DNA가 숄에서 발견되었다고 하는 연구가 발표되었지만 다른 과학자들은 이에 의문을 제기했다.

### 마이클 오스트로그
마이클 오스트로그 (Michael Ostrog, 1833~1904년 이후)는 러시아 태생의 사기꾼이자 도둑이었다. 오스트로그는 수많은 가명을 사용했다. 그에 대한 많은 의심스러운 설 중 하나는 그가 한때 러시아 해군의 외과의사였다는 것이었다. 그는 1889년 "캐노니컬 파이브" 희생자들이 살해된 다음 해, 수사에 가담한 맥나튼이 용의자로 그를 언급하였다. 연구자들은 그가 사기나 절도보다 심각한 범죄를 저질렀다는 증거를 찾지 못했다. 작가 필립 수든(Philip Sugden)은 오스트로그가 화이트채플 연쇄살인사건 동안 프랑스에서 경범죄로 수감되었다는 교도소 기록을 발견했다. 오스트로그는 1904년에 마지막으로 생존이 확인되었다. 그가 언제 죽었는지는 알려지지 않았다.

### 존 파이저
존 파이저(John Pizer) 또는 파이저(Piser)(c. 1850-1897)는 화이트채플에서 부츠 제작자로 일한 폴란드계 유대인이었다. 화이트채플 연쇄살인사건 초기에는 많은 지역 주민들이 '가죽 앞치마'를 살인자로 의심했는데, 이는 신문에 실렸고 파이저는 '가죽 앞치마'로 알려졌다. 파이저는 칼로 사람을 찌른 전과가 있었고 경사 윌리엄 티케(William Thicke)는 그가 매춘부에게 경미한 폭행을 저질렀다고 생각했던 것으로 보인다. 1888년 8월 말과 9월 초에 메리 앤 니컬스와 애니 채프먼 이 살해된 후, 티케는 9월 10일 프라이저를 체포했다. 두 건의 살인 사건이 일어났을 때의 알리바이가 있었다는 사실이 밝혀지면서 그는 무혐의 처분을 받았다. 두 살인 사건 중 하나가 일어났을 때 친척 집에 머물고 있었고 또 다른 사건이 발생했을 때에는 런던 부두에서 불꽃놀이를 지켜보면서 경찰관과 이야기를 나누고 있었다.

### 제임스 토머스 새들러
제임스 토머스 새들러(James Thomas Sadler 또는 Saddler, c. 1837 – 1906 또는 1910)는 화이트채플 연쇄살인사건 당시 경찰 문서에 마지막으로 기록된 희생자인  플랜시스 콜스의 친구였다. 콜스는 1891년 2월 13일에 살해되었다. 그녀의 시신은 화이트채플의 스왈로 가든에 있는 철도 아치교 아래에서 발견되었다. 그녀의 목에는 깊게 베인 상처가 두 군데 있었다. 콜스는 발견 당시에는 살아 있었지만 치료를 받기 전에 사망했다. 새들러는 체포되었지만 그가 범인이라는 증거는 거의 없었다. 경찰은 새들러를 잠시 동안 리퍼 용의자로 의심했지만, 그는 처음 4건의 정식 살인 사건 당시 바다에 있었고 무혐의로 풀려났다. 새들러는 콜스의 죽음에 관련있다 여겨져 1894년 맥나튼의 메모에 이름이 올랐다. 맥나튼은 새들러를 "통제할 수 없는 성미를 가졌고 술에 완전히 중독된 사람으로 가장 천한 매춘부들과 무리지어 다닌다"라고 생각했다.

### 프랜시스 텀블티
프랜시스 텀블티(Francis Tumblety, c. 1833–1903)는 미국과 캐나다 전역에서 "인도 허브" 의사를 가칭하여 수입을 얻었고 사람들에게 여성 혐오자이자 돌팔이로 인식되었다. 그는 환자 중 한 명의 죽음과 관련이 있었지만 기소되지는 않았다. 1865년에는 에이브러햄 링컨 암살에 공모했다는 혐의로 체포되었지만, 사건에 아무런 관련이 없어서 기소되지 않고 풀려났다. 텀블티는 1888년에 영국에 있었고, 11월 7일 당시에는 금지된 동성애 행위를 한 혐의로 체포되었다. 재판이 준비되는 동안, 그는 프랑스로 도망쳤고 그 후 미국으로 도피했다. 그는 이미 미국에서 자기 과시와 이전의 범죄 혐의로 악명이 높았기 때문에, 리퍼 살인사건과 관련되어서 체포된 것으로 보도되었다. 미국에서 스코틀랜드 야드가 그를 인도하려 했다는 보도가 있었지만 영국 언론이나 런던 경찰에 의해 확인된 바가 아니다. 뉴욕 경찰국은 "화이트채플 연쇄살인사건에 그가 공모했다는 증거는 없으며, 그가 런던에서 저지른 범죄는 인도할 수 없다"고 말했다.1913년, 광역경찰청의 존 리틀차일드 경감이 언론인이자 작가인 조지 R. 심스에게 보낸 편지에서 텀블티가 리퍼 용의자로 언급되었다.

## 동시대 언론과 대중의 의견
화이트채플 연쇄살인사건은 여러 매체에서 중요하게 다뤄졌고 빅토리아 시대 사회에 큰 관심을 끌었다. 기자, 편지 작가, 아마추어 탐정 모두 언론이나 경찰에 용의자를 제보했다. 그 중 대부분은 중요하게 받아들여지지 않았다. 예를 들면 살인 당시 유명 배우 리처드 맨스필드는 로버트 루이스 스티븐슨의 소설 지킬 박사와 하이드 씨 연극에 출연했다. 연극에서 런던 거리에서 끔찍한 살인 사건이 일어나는 장면이 나오고 맨스필드가 설득력 있게 인물을 묘사해서 편지 작성자들은 그가 잭 더 리퍼라는 내용을 썼다.

### 윌리엄 헨리 버리
윌리엄 헨리 버리 (William Henry Bury, 1859년 5월 25일 – 1889년 4월 24일)는 1889년 2월 4일 매춘부였던 그의 아내 엘렌 엘리엇을 목 졸라 죽였을 때는 이스트엔드오브런던에서 던디로 이사한지 얼마 되지 않은 시점이었다. 그는 아내가 죽은 후 시체에 복부에 큰 상처를 입혔고 시신을 트렁크에 실었다. 2월 10일, 버리는 지역 경찰에서 자신의 아내가 자살했다고 말했다. 그는 체포되어 재판을 받았다. 그는 살인으로 유죄 판결을 받았고, 던디에서 교수형 당했다. 경찰은 리퍼 사건과의 연관성을 찾아 수사했지만, 버리는 아내의 살인에 대해 완전히 자백했지만 잭 더 리퍼와의 연관성은 모두 부인했다. 하지만, 사형 집행인 제임스 베리는 버리가 리퍼라는 이야기를 퍼뜨렸다.

### 토머스 닐 크림
토머스 닐 크림(Thomas Neill Cream,1850년 5월 27일 – 1892년 11월 15일)은 불법 낙태 전문 의사였다. 그는 글래스고에서 태어나 런던과 캐나다에서 교육을 받았다. 크림은 1881년 여주인의 남편을 독살한 혐의로 유죄 판결을 받았다. 일리노이주 졸리엣에 있는 일리노이 주립 교도소에서 1881년 11월부터 1891년 7월 31일까지 수감되었고 모범수로 석방되었다. 크림은 런던으로 거주지를 바꿔 살인을 재개했고 얼마 되지 않아 체포되었다. 1892년 11월 15일 뉴게이트 감옥에서 교수형을 당했다. 일부 자료에서 그의 유언이 "나는 잭이다..."로 나와있으며 여기에서의 잭은 잭 더 리퍼를 말하는 것으로 추정되었다. 그러나 사형 집행에 참석한 경찰 관계자는 자백하지 않은 혐의에 대해서는 언급하지 않았다. 크림은 잭 더 리퍼의 연쇄 살인 사건 당시에도 수감되어 있었기 때문에 대부분의 당국은 그가 범인이 아니라고 보고있다. 그러나 도널드 벨은 그가 관리들에게 뇌물을 주고 석방되었을 수 있다는 의혹을 제기했고 에드워드 마셜 홀 경은 그의 수감 기간 동안 크림과 닮은 사람이 그를 대신하여 복역했을 수도 있다고 의심했다. 이는 일리노이주 당국, 당시 신문, 크림의 변호사, 크림의 가족, 크림 자신이 제시한 증거와 일치하지 않으며 모순되는 주장이다.

### 토머스 헤인 컷부시
토머스 헤인 컷부시(Thomas Hayne Cutbush, 1865-1903)는 1891년 매독으로 인한 것으로 보이는 망상을 앓아 램버스 병원으로 실려간 의대생이었다. 그는 한 여성의 등을 찌르고 두어 번 더 찌르려고 시도한 후 정신이상 판정을 받았고 1891년 브로드무어 병원에 입원했으며 1903년에 사망할 때까지 그곳에서 지냈다. 1894년 선 신문은 컷부시가 '리퍼'라고 주장하는 기사를 발행했다. 경찰이 이 주장을 진지하게 받아들였다는 증거는 없으며 멜빌 맥나튼의 비망록에 있는 세 명의 용의자 드루이트, 코스민스키, 오스트로그는 컷부시가 잭 더 리퍼라는 주장에 반박하기 위해 작성된 이름이다. 1993년 A.P. 울프가 쓴 책 잭 더 신화(Jack the Myth)에서 컷부시는 용의자로 지목되었고, 울프는 맥나튼이 컷부시의 삼촌인 동료 경찰관을 보호하기 위해 비망록을 작성했다고 주장했다. 또 다른 작가 피터 호지슨은 컷부시를 가장 유력한 용의자로 꼽고 있다. 데이비드 블록 역시 컷부시가 진짜 잭 더 리퍼라고 굳게 믿고 책을 썼다.

### 프레데릭 베일리 디밍
프레더릭 베일리 디밍(Frederick Bailey Deeming, 1853년 7월 30일 – 1892년 5월 23일)은 1891년 랭커셔주 세인트 헬렌스 근처 레인힐에서 첫 번째 아내와 네 자녀를 살해했다. 당시에 그의 범죄는 밝혀지지 않았다. 그해 말 그는 두 번째 아내와 함께 오스트레일리아로 이민을 갔고, 그 후 두 번째 아내도 살해했다. 그녀의 시신은 집 밑에 묻힌 채로 발견되었고, 후속 수사를 하면서 잉글랜드에서 또 다른 시신이 발견되었다. 디밍은 체포되어 재판을 받고 유죄 판결을 받았다. 그는 감옥에서 자신이 잭 더 리퍼라고 자랑했지만, 그는 잭 더 리퍼의 연쇄 살인 사건 당시 수감되었거나 남아프리카에 있었다. 경찰은 디밍과 살인자 사이의 연관성을 모두 부정했다. 그는 멜버른에서 교수형에 처해졌다. 전직 스코틀랜드 야드 형사 로버트 내퍼에 따르면 영국 경찰은 디밍의 알리바이가 두 개 있어서 용의자로 보지 않았지만 내퍼는 디밍이 당시 감옥에 있지 않았다고 생각했으며 그가 잉글랜드에 다시 돌아왔다는 증거가 일부 있다.

### 카를 파이겐바움
카를 페르디난트 파이겐바움(Carl Ferdinand Feigenbaum, 1840년 – 1896년 4월 27일) 1894년 뉴욕에서 줄리아나 호프먼의 목을 자른 혐의로 체포된 독일 상선 선원이었다. 사형 집행 이후, 그의 변호사였던 윌리엄 샌포드 로턴은 파이겐바움이 여성혐오를 가지고 있었고 여성을 죽이고 시신을 훼손하려는 욕망을 가졌다는 것을 인정했다고 주장했다. 로턴은 파이겐바움이 잭 더 리퍼라고 믿는다는 진술까지 했다. 그의 주장은 당시 언론에 보도되었지만, 한 세기 이상 이어지지는 않았다. 영국 살인팀 형사였던 작가 트레버 메리어트는 로턴의 증언을 바탕으로 파이겐바움이 1891년부터 1894년 사이 미국과 독일에서 발생한 살인 사건 뿐만 아니라 리퍼 살인 사건에도 관련이 있다 주장했다. 울프 밴더린든에 따르면, 메리어트가 제시한 살인 사건 중 일부는 실제로 일어난 것이 아니며, 신문들은 종종 판매 부수를 늘리기 위해 잭 더 리퍼 같은 이야기를 부풀리거나 만들어낸다고 한다. 로턴의 주장은 그가 소속되었던 법률회사 휴 O. 펜테코스트(Hugh O. Pentecost)가 반박했으며 파이겐바움이 사건 당시 화이트채플에 있었다는 증거는 없다.  2011년 이 사건을 수사한 스코틀랜드 법의인류학자이자 범죄학자인 잰시 맬릿(Xanthé Mallett)은 모든 잭 더 리퍼 살인 사건이 동일인에 의한 범죄라는 것에 상당한 의구심을 가지고 있다고 썼다. 그녀는 "파이겐바움이 화이트채플 연쇄 살인 사건 중 하나나 일부 혹은 전부를 저질렀을 수도 있다"는 결론을 냈다.

### 로버트 돈스턴 스티븐슨
로버트 돈스턴 스티븐슨(Robert Donston Stephenson, 1841년 4월 20일 ~ 1916년 10월 9일)은 오컬트와 흑마법에 관심이 있는 저널리스트이자 작가였다. 그는 연쇄 살인 사건이 시작되기 직전에 화이트채플에 있는 런던 병원에 환자로 왔고, 연쇄 살인 사건이 끝난 직후 떠났다. 그는 흑마법이 살인의 동기이며, 살인자가 프랑스인이라고 주장하는 신문 기사를 썼다. 스티븐슨의 이상한 태도와 범죄에 대한 관심 때문에 1888년 크리스마스 이브, 한 아마추어 형사가 그를 스코틀랜드 야드에 신고했다. 이틀 후 스티븐슨은 런던 병원의 모건 데이비스를 용의자로 지목했다. 그 후, 그는 신문 편집자 윌리엄 토머스 스테드의 의심을 받게 되었다.작가이자 역사학자인 멜빈 해리스는 잭 더 리퍼에 관한 저서에서 스티븐슨이 유력한 용의자라고 주장했지만, 경찰은 그와 데이비스 모두 중요한 용의자로 보지 않은 것으로 추정된다. 런던 병원 야간 근무자 명부와 병원 관행으로 보아 스티븐슨은 살인 사건 당일 밤 자리를 비울 수 없었으므로 잭 더 리퍼는 아닐 것이다.

## 후대 작가들의 의견
살인 사건으로부터 수년 후에는 경찰 수사에서 전혀 고려되지 않은 여러 유명 인사들이 용의자가 되었는데, 이 뿐만이 아니다. 동시대 문서에서 사건과 조금이나마 연관점이 생긴 사람이라면 거의 다 용의자 중 한 명이 되었다. 그 당시에 살던 사람들은 이제 모두 죽었기 때문에, 현대 작가들은 "어떠한 역사적 증거 필요 없이" 모든 사람들을 자유롭게 고발할 수 있게 되었다. 영국 소설가 조지 기싱, 영국 총리 윌리엄 이워트 글래드스턴, 매독 아티스트 프랭크 마일스같은 사람들이 이후 제시된 용의자들의 예인데, 이처럼 후대에 제시된 용의자는 대부분 진지하게 받아들일 수 없다.

### 클래런스와 에이번데일 공작 앨버트 빅터
클래런스와 에이번데일 공작 앨버트 빅터(1864년 1월 8일 – 1892년 1월 14일)는 1962년 필립 줄리안이 클래런스의 아버지인 에드워드 7세의 전기를 출판했을 때 잠재적 용의자로 처음 언급되었다. 줄리안은 클래런스가 살인자일 수도 있다는 소문을 잠시 언급했다. 줄리안은 소문이 나온 날짜나 출처를 밝히지 않았지만, 토머스 E. A. 스토웰 박사로부터 파생된 소문일 가능성이 있다. 1960년 스토웰은 작가 콜린 윌슨에게 이 소문을 말했고, 윌슨은 "지금까지 알려지지 않은 일화"의 출처를 느슨하게 밝힌 전기 작가 해럴드 니컬슨에게 이를 말했다. 니컬슨은 스토웰의 이론을 줄리안에게 전할 수 있었다. 이 이론은 1970년 <크리미널로지스트>에 클라렌스가 매독에 의해 미쳐서 살인을 저질렀다는 의혹을 제기한 스토웰의 기사가 실리면서 대중의 주목을 받았다. 앨버트 빅터는 강력한 알리바이를 가지고 있었고 매독으로 고통받았을 가능성이 낮았기 때문에 많은 사람에게 거부받은 이론이였다. 토웰은 후에 클라렌스가 살인자라는 것을 의미하려고 한 것이 아니라고 했으나 스토웰은 고령자였고 기사가 발행된지 며칠 만에 자연사했기 때문에 그의 주장에 대해 더 알아내기는 힘들었다. 같은 주에 스토웰의 아들은 아버지의 연구 자료를 불태웠다고 말했다.
그 후 잭 더 리퍼: 최휘의 해답을 쓴 스티븐 나이트같은 음모론자들은 클라렌스가 살인에 연루되었다는 주장을 상세하게 설명했다. 그들은 앨버트 빅터를 사건에 직접 연루시키기 보다는 그가 비밀리에 가톨릭 교회 상점 점원과 결혼하여 딸을 낳았으며 빅토리아 여왕, 영국 총리 솔즈베리 경, 그의 프리메이슨 친구들, 광역경찰청이 앨버트 빅터의 숨겨진 아이를 알고 있는 사람을 제거하기 위해 공모된 사건이라 주장한다. 이는 많은 사실과 모순되는 주장이며, 이후 그 창시자인 조지프 고먼(조지프 시커트라고도 함)은 주장을 철회하고 거짓 주장이었음을 언론에 고백했다. 의사 윌리엄 걸, 예술가 발터 지커트, 시인 제임스 케네스 스티븐 같은 사람들로 변형된 이론이 나오기도 하며 법령에 의한 살인(Murder by Decree)이나 프롬 헬 같은 소설과 영화에서도 다루어졌다.

### 조지프 바넷
조지프 바넷(Joseph Barnett, c. 1858–1927)은 전직 수산물 운반업자였으며 1887년 4월 8일부터 1888년 10월 30일까지 피해자 메리 캘리의 연인이었으며 바넷이 실직하고 생계를 위해 메리 다시 매춘을 시작한 후  둘은 다투게 되었고 결국 헤어지게 되었다. 애벌라인 경위는 켈리가 살해된 후 4시간 동안아나 바넷을 심문했고 옷에 핏자국이 있는지 검사하기도 했지만 그는 무혐의로 풀려났다. 살인 사건이 일어나고 1세기가 지난 후, 작가 브루스 페일리는 켈리에게 거절당하거나 질투심이 많은 연인으로서 그를 용의자로 지목했고 켈리를 겁줘서 매춘을 그만두도록 하기 위해 다른 살인을 저질렀다고 주장했다. 바넷이 켈리만 살해하고 잭 더 리퍼처럼 보이도록 시신을 훼손했다고 주장하는 작가들도 있지만, 애벌라인의 조사 결과 그는 무죄로 판명된 것으로 보인다.

### 루이스 캐럴
루이스 캐럴(Lewis Carroll, 1832년 1월 27일 ~ 1898년 1월 14일)은 이상한 나라의 앨리스와 거울 나라의 앨리스의 저자이다. 작가 리처드 월리스가 그의 책 '잭 더 리퍼: 가벼운 마음의 친구(Jack the Ripper, Light-Hearted Friend)'를 위해 고안한 애너그램에 근거하여 용의자로 캐럴을 지목했다. 월리스는 캐럴이 12살 때 한 남자에게 폭행을 당한 후 심신미약에 겪게 되었다고 주장한다. 월리스는 캐롤이 매일 보라색 잉크로 일기를 썼지만 화이트채플 연쇄살인사건이 일어난 날에는 검은색 잉크로 바꿨다고 주장하기까지 한다. 학자들은 이 주장을 중요하게 받아들이지 않는다.

### 데이비드 코헨
데이비드 코헨 (David Cohen, 1865년 – 1889년 10월 20일)은 23세의 폴란드계 유대인으로 1888년 12월 7일 살인 사건이 끝난 시기에 콜니 해치 정신병원에 입원했다. 작가이자 살인마 학자인 마틴 피도의 잭 더 리퍼의 범죄, 탐지, 죽음(The Crimes, Detection and Death of Jack the Ripper, 1987)이라는 책에서 그는 용의자로 제시되었다. 피도는 당시 '데이비드 코헨'이라는 이름이 오늘날의 미국에서 "존 도"란 이름을 쓰는 것처럼 신원확인이 불가능하거나 철자를 쓰기 어려운 유대인 이민자를 지칭하기 위해 경찰이 사용하는 이름이었다고 주장했다. 피도는 코헨과 "가죽 앞치마"(위의 존 파이저 참조)를 동일시하며 코헨의 진짜 정체는 매독 치료를 받은 적이 있고 코헨이 나타난 시기인 1888년 중순 이후 행방이 묘연한 화이트채플에 살던 신발 제작자 네이선 카민스키라고 추측했다. 피도는 경찰 관계자들이 카민스키라는 이름을 코스민스키와 혼동하여 무고한 애런 코스민스키가 의심을 받게 되었다고 생각했다. 코헨은 정신병원에 있는 동안 폭력적이고 파괴적인 성향을 보였고, 사람들이 그를 제지시켜야 했었다. 그는 1889년 10월 정신병원에서 사망했다. 전직 FBI 범죄 프로파일러 존 더글러스는 저서 '우리를 괴롭히는 사건들'에서 이번 살인사건 당시 수집한 단서들이 모두 "데이비드 코헨이란 이름으로 경찰에 알려져 있는 사람 아니면 그와 매우 비슷한 사람" 단 한 명을 가리킨다고 주장했다.

### 윌리엄 위디 걸
윌리엄 위디 걸 경(Sir William Withey Gull, 1816년 12월 31일 – 1890년 1월 29일)은 빅토리아 여왕의 주치의였다. 그는 잭 더 리퍼:최휘의 해답과 같은 많은 사람에게 불신 받는 프리메이슨/왕실 음모론의 일부로서 리퍼 용의자에 올랐다. 그의 공범으로는 존 네틀리 감독이 지목됐다. 음모론의 극적인 성격과 작가들 사이에서의 인기 덕분에, 걸은 TV 영화 잭 더 리퍼(1988), 앨런 무어와 에디 캠벨의 그래픽 노블 프롬 헬(1999), 이안 홈이 걸 역을 맡은 각색된 2001년 영화을 포함하여 수많은 도서와 영화에서 리퍼로 등장한다. 종래의 역사학자들은 걸을 용의자로 간주하지 않았는데, 단순히 증거 부족 때문이었다. 게다가, 그는 사건 당시 70대였고 최근에 뇌졸중을 앓은 상태였다.

### 조지 허친슨
조지 허친슨(George Hutchinson)은 실업자였다. 1888년 11월 12일, 그는 런던 경찰에게 1888년 11월 9일 새벽에 메리 제인 켈리가 거리에서 자신에게 접근하여 돈을 요구했다고 진술했다. 그리고 나서 그는 켈리와 눈에 잘 띄게 생긴 또 다른 남자를 따라 켈리의 방으로 갔고, 45분 정도 방을 지켜봤지만 그들이 떠나는 것은 보지 못했다고 진술했다. 허친슨은 그 날 밤이 어두웠음에도 그 남자의 모습은 확실히 "유대인의 모습"이라고 주장하며 그에 대해 매우 상세한 진술을 남겼다. 허친슨의 진술의 정확성은 경찰 고위 간부들 사이에서 논쟁의 대상이 되었다. 프레더릭 애벌라인 경감은 허친슨의 증언을 들은 후 허친슨의 진술이 진실이라고 믿었다. 하지만, 로버트 앤더슨 CID 책임자는 이후 살인범을 제대로 본 유일한 목격자는 유대인이었다고 주장했다. 허친슨은 유대인이 아니었으니 앤더슨이 말한 그 증인도 아니었다. 허친슨의 진술은 메리 켈리의 부검을 한 날에 발표되었으며, 허친슨은 증언을 하러 불려가지 않았다. 일부 현대 학자들은 허친슨이 경찰 수사를 혼란스럽게 만든 살인마라고 주장하지만, 허친슨이 그저 언론에 팔 수 있는 이야기를 지어낸 관심 종자였을 수도 있다고 주장하는 학자들도 존재한다.

### 제임스 켈리
제임스 켈리(James Kelly, 1860년 4월 20일 – 1929년 9월 17일, 희생자 메리 켈리와 관련 없음)는 1997년 테렌스 샤키의 잭 더 리퍼 100년 간의 수사 (워드 록 1987)과 짐 툴리의 죄수 1167: 잭 더 리퍼란 미치광이에서 처음 용의자로 지목되었다.
1883년 제임스 켈리는 아내의 목을 찔러 살해했다. 사람들은 그를 미치광이로 여겨 그는 브로드무어 정신병원에 수감되었지만 1888년 초 자신이 만든 열쇠를 사용하여 그곳에서 탈출했다. 1888년 11월 런던에서 발생한 5건의 리퍼 연쇄 살인 사건 중 마지막 사건이 발생하고 나서 경찰은 아내가 살해하기 전까지 켈리가 거주했던 곳을 수색했지만 켈리를 찾지 못했다. 탈출한 지 거의 40년이 지난 1927년, 그는 갑자기 브로드무어 정신병원으로 스스로 돌아왔다. 그는 2년 후 사망했는데, 자연사한 것으로 추정된다.
은퇴한 뉴욕 경찰청의 미해결 사건 형사 에드 노리스는 미국의 잭 더 리퍼라고 불리는 디스커버리 채널 프로그램으로 잭 더 리퍼 사건에 관해 조사했다. 노리스는 프로그램에서 제임스 켈리가 잭 더 리퍼이며, 미국 전역의 도시들에서 일어난 여러 건의 살인 사건의 진범이기도 하다고 주장한다. 노리스는 주장의 근거를 들기 위해 켈리 이야기의 몇 가지 특징을 강조한다. 노리스는 켈리가 브로드무어 정신병원에 있던 때의 자료를 살펴봤는데, 1927년부터 노리스가 특별 접근 허가를 받을 때까지 그는 완전히 돌아온 적이 없었으며, 이 자료는 잭 더 리퍼의 프로피일적 특징과 완벽하게 일치한다고 말했다.

### 찰스 앨런 레치미어
찰스 크로스(Charles Cros)라고도 알려져 있는 찰스 앨런 레치미어(Charles Allen Lechmere, 1849년 10월 5일 – 1920년 12월 23일)는 픽포즈 컴퍼니의 고깃집 운전사였으며 최초의 리퍼의 정식 희생자로 여겨지는 메리 앤 니컬스의 시신을 발견한 목격자이다. Jack Ripper: The New Evidence라는 제목의 다큐멘터리에서 스웨덴 언론인 크리스터 홈그렌과 애버리스트워스 대학의 범죄학자 가레스 노리스는 앤디 그리피스 형사의 도움을 받아 레치미어가 리퍼라는 이론을 도출했다. 홈그렌은 레치미어가 경찰에 니컬스의 시신 옆에 몇 분 있지 않았다고 거짓 주장을 했지만, 그의 출근 경로에 대해 조사한 결과 레치미어가 니컬스와 약 9분 동안 함께 있었던 것으로 나타났다고 주장한다.
레치미어가 로버트 폴을 불렀을 때에는 피는 보이지 않았지만, 얼마 지나지 않아 폴 순경이 그녀의 목 주위에 피가 고인 웅덩이가 형성된 것을 발견했다. 이를 통해 레치미어와 폴이 도착했을 때 목에 상처가 난 지 얼마 지나지 않았다는 것을 알 수 있다. 또한 레치미어는 그녀를 받쳐 달라는 폴의 제안을 거절했는데, 폴의 제안은 니컬스의 목이 잘렸다는 사실을 분명히 해줬을 것이다. 게다가 둘 모두 옆 출구가 없는 벅스 로에서 다른 사람을 보거나 들은 적이 없다고 말했다. 그녀의 상처는 옷 아래에 숨겨져 있었지만, 리퍼는 상처를 숨기지 않았다. 그래서 레치미어가 니컬스를 죽인 후 폴의 발자국 소리를 듣고 서둘러 시신을 훼손하고 목격자인 척 했다는 설이 제기되었다. 레치미어는 폴이 언론에서 자신을 언급할 때까지 나타나지 않았고, 조사 시에는 "찰스 크로스"라는 이름을 사용했다.(크로스는 그의 의붓아버지의 성이었다.)
레치미어의 집 주소, 가족 방문, 출근 경로 등이 범행 시간과 장소와 연결돼 있다. 그는 마사 타브럼, 폴리 니콜스, 애니 채프먼이 살해될 때로 추정되는 시간에 셋이 살해된 거리를 지나갔다. 엘리자베스 스트라이드와 캐서린 에도스가 살해된 "더블 이벤트"가 일어났을 때는 토요일이었고 그의 유일한 휴무일이었다. 스트라이드는 레치미어가 어린 시절을 보낸 그의 어머니 집 근처에서 살해당했으며 스트레이드의 살인 현장부터 에도스의 살인 현장까지 이어지는 길은 그가 20년 동안 다니던 출근길이었다. 메리 켈리도 휴일에 살해당하긴 했지만 그의 출근길에서 살해당했고 살해된 시점은 그의 출근 시간과 일치한다.
레치미어의 가정환경 역시 다른 많은 연쇄살인범들의 가정환경과 비슷했는데, 그는 "콩가루 집안"에서 자랐다. 그는 양아버지는 둘이였지만 친아버지를 전혀 알지 못했으며, 어린 시절에는 주거가 불안정해서 여러 가정에서 자랐다. 게다가, 그의 직업은 고깃집 운전사였기 때문에 그의 피범벅이 되었어도 의심을 면할 수 있었을 것이다. 홀그렌은 레치미어가 캐노니컬 파이브와 마사 태브럼 외의 여러 살인도 저질렀을 것으로 보고 있다.

### 제이콥 레비
제이콥 레비(Jacob Levy, 1856년 – 1891년 7월 29일)는 1856년 알드게이트에서 태어났다. 그는 아버지의 정육점 사업을 이어받았고 1888년까지 아내와 아이들과 함께 미들섹스 가에 살고 있었다. 그곳은 리퍼 지역의 중심부(캐서린 에도스가 살해된 곳과 가까움)였다. 레비는 매춘부로부터 매독에 감염되었기 때문에 복수라는 동기를 가질 수 있고 피해자에게서 특정 장기를 제거하는데 필요한 기술을 갖춘 도살업자였다. 2009년 비디오 게임 셜록 홈즈 대 잭 더 리퍼는 역사적으로 입증된 여러 증거를 취합하여 그를 잭 더 리퍼 용의자로 추측하는 내용을 넣었다.

### 제임스 메이브릭
제임스 메이브릭 (James Maybrick, 1838년 10월 24일 ~ 1889년 5월 11일)은 리버풀의 목화 상인이었다. 그의 아내 플로렌스는 현대에 와서 용의자가 된 제임스 케네스 스티븐의 아버지인 제임스 피츠제임스 스티븐 경이 주재한 재판에서 그를 비소 중독으로 살해한 혐의로 유죄 판결을 받았다. 그녀의 저서에서, 잭 더 리퍼: 아메리칸 커넥션의 저자 셜리 해리슨은 제임스 메이브릭이 잭 더 리퍼이자 오스틴의 서번트 걸 어니힐레이터라고 주장했다..마이클 배럿이 1990년대에 출판한 것으로 알려진 메이브릭의 일기에는 화이트채플 연쇄살인사건에 대한 자백이 담겨져 있다. 1995년 배럿은 자신이 일기를 썼다고 고백했으며 일기를 어떻게 위조했는지 밝혔다. 그는 자신과 아내 앤이 일기를 위조했다고 말했다. 앤 배럿은 이혼 후 위조 사실을 부인했고, 몇 년 동안 내용이 여러 번 바뀌었다. 이 일기는 역사학자들에게 일부 사실 오류를 지적당하며 신빙성 없는 자료로 받아들여진다. 문서 전문가들은 이 일기가 거짓이라고 여긴다. 글은 메이브릭의 유언과 일치하지 않으며, 잉크에는 1974년까지 판매되지 않은 방부제가 포함되어 있다고 한다.

### 알렉산더 페다첸코
알렉산더 페다첸코(Alexander Pedachenko, 1857-1908)는 윌리엄 르 퀴가 1923년에 쓴 회고록, 내가 아는 왕, 유명인, 사기꾼에 대한 내용에서 나온 이름이다. 르 퀴는 라스푸틴이 프랑스어로 쓴 원고를 보고 잭 더 리퍼가 스코틀랜드 야드의 명예를 실추시키려고 한 공안질서수호국(러시아 제국의 비밀경찰)의 요원인 알렉산드르 페다첸코라는 러시아 의사였다고 주장했다. 페다첸코가  "레비츠키"와 "윈버그"라는 재단사 이 두 공범의 도움을 받았다고 한다. 그러나 페다첸코가 존재했다는 확실한 증거는 없으며, 르 퀴가 조사한 내용의 상당수는 세세히 조사해보면 성립하지도 않는 이야기이다. 예를 들어, 원고에 있던 출처들 중 하나는 니데로에스트라고 불리는 런던을 기반으로 움직이는 러시아 기자에게서 나온 것인데, 그는 자극적인 내용들을 만들어내는 것으로 유명하다. 르 퀴의 책을 본 비평가들은 니데로에스트의 배경을 알고 있었고, 그를 "파렴치한 거짓말쟁이"라는 멸칭으로 불렀다.

### 발터 지커트
발터 리하르트 지커트(Walter Richard Sickert,1860년 5월 31일 – 1942년 1월 22일)는 영국-덴마크 혼혈인 독일 태생 예술가로, 도널드 맥코믹의 책 The Identity of Jack the Ripper (1959)에서 처음 리퍼 용의자로서 언급되었다. 그는 잭 더 리퍼에 매료되어 한때 리퍼가 하숙인으로 있었다는 소문이 돌던 방에 머물게 되었고, 많은 그림에 비슷한 장면이 있다. 이후 지커트의 사생아라고 주장하는 조지프 고먼은 왕실/프리메이슨 음모론을 만들었는데, 지커트는 그 음모론에서 등장하였다. 이후 작가 진 오버턴 풀러와 범죄 소설가 퍼트리샤 콘월의 저서 살인자의 초상(2002)과 리퍼: 발터 지커트의 숨겨진 삶(2017)을 통하여 고먼의 주장은 발전되었다. 그러나 대부분의 연구자들은 지커트를 중요한 용의자로 여기지 않으며, 사건이 일어나던 당시에는 대부분 프랑스에 있었다는 근거가 있다. 콘월은 지커트가 진범이라고 주장하면서 스코틀랜드 야드에 보낸 편지의 DNA 분석을 증거로 내세웠지만, 전문가들은 그 편지들이 가짜라고 보고 있고 살인자가 여자라는 유전자 검사 결과도 있다,

### 조지프 실버
남아프리카 공화국의 역사학자 찰스 반 온셀렌은 The Fox and the Flies: World of Joseph Silver, Racketeer and Psychopath(2007)에서 조지프 리스(Joseph Lis)라는 이름으로도 알려진 폴란드계 유대인 조지프 실버(Joseph Silver, 1868-1918)가 잭 더 리퍼라고 주장했다. 비평가들은 반 온셀렌이 사건 당시 실버가 런던에 있었다는 증거를 제시하지 않았고, 그의 주장은 추측에 근거한 것이라고 지적한다. 반 온셀렌은 여러 정황이 관련되어있기 때문에 실버를 용의자로 보아야 한다고 답했다.

### 제임스 스티븐
제임스 케네스 스티븐(James Kenneth Stephen, 1859년 2월 25일 – 1892년 2월 3일)은 마이클 해리슨이 1972년에 출판한 또 다른 리퍼 용의자 클래런스와 에이번데일 공작 앨버트 빅터의 전기에서 처음으로 용의자로 제안되었다. 해리슨은 앨버트 빅터가 리퍼라는 생각을 일축했고, 케임브리지 트리니티 칼리지에서 앨버트 빅터의 교사 중 한 명이었던 시인 스티븐이 더 유력한 용의자라는 의견을 내놓았다. 스티븐의 글이 여성혐오적이고 그의 필체와 리퍼가 쓴 것으로 추정되는 "지옥으로부터" 편지의 필체가 비슷하다는 것이 해리슨의 주장이다. 해리슨은 스티븐이 앨버트 빅터에게 성적인 감정을 가지만 앨버트 빅터가 이성 친구를 선호하고 스티븐의 감정에 보답하지 않았기 때문에 스티븐의 질투가 증오로 변한 것일 수 있다고 생각했다. 그러나 해리슨의 분석은 전문 문서 심사관에게 반박되었다. 스티븐이 알버트 빅터를 사랑했다는 증거는 없지만, 스티븐은 알버트의 사망 소식을 들은 후부터 입에 음식을 대지 않다가 죽었다.
프랭크 스파이어링은 프린스 잭에서 앨버트 빅터를 살인자로, 스티븐을 그의 연인으로 등장시키며 음모론을 더욱 발전시켰다. 프린스 잭은 진정한 역사 연구의 결과물보다는 기존의 이론을 바탕으로 한 자극적인 소설로 평가 받는다. 스파이어링은 뉴욕 의학 아카데미 도서관에서 또 다른 용의자인 윌리엄 걸 경이 작성한  메모의 사본을 발견했으며, 메모에는 최면에 걸린 앨버트 빅터의 자백이 쓰여 있다고 주장했다 또한 스파이어링은 총리 솔즈베리 경과 알버트 빅터의 아버지인 에드워드 7세의 지시로 인해 앨버트 빅터가 모르핀 과다 복용으로 사망하였다고 주장한다. 뉴욕 의학 아카데미는 스파이어링이 말한 기록은 존재하지 않는다고 말했고, 스파이어링에게 왕실 기록 보관소에 열람을 제안되자 그는 "나는 어떤 기록도 보고 싶지 않다"고 말했다.

### 프랜시스 톰슨
프랜시스 톰슨(Francis Thompson, 1859년 12월 18일 – 1907년 11월 13일)은 금욕주의 시인이자 의학 교육을 어느 정도 받은 아편 중독자였다. 그는 1885년과 1888년 사이에 화이트채플 남쪽의 닥스 지역에서 노숙자로 살았다. 그는 오스트레일리아 교사인 리차드 패터슨이 1999년에 출간한 책 패러독스에서 용의자라는 의견이 나왔다.
그는 1937년  해리 J. 그린월이 쓴 클라크슨의 전기를 바탕으로 하여 2019년에 처음으로 용의자로 언급되었고 이후 수많은 의견이 쏟아져 나왔다. 클라크슨은 그의 전 약혼자를 스토킹 한 것으로 알려져 있으며 공갈 및 방화 혐의로도 유명하다. 그는 공갈 혐의를 은폐하기 위해 살인을 저질렀다는 의심을 받고 있다. 클라크슨이 용의자라는 증거 중 하나는 그가 맞춤 제작한 가발 중 하나가 살인 현장 근처에서 발견되었다는 것을 시인했다는 폭로인데, 이는 리퍼학계에 새롭게 알려진 사실이다. 게다가, 클라크슨의 전기는 경찰이 리퍼를 찾기 위해 그에게 변장을 받아 수사했고, 그가 경찰의 수사를 알고 있었기 때문에 잡히지 않을 수 있었다고 서술한다. 당시 가발 제작자가 사용했던 이발용 가위와  살인에 사용된 것으로 의심되는 무기의 모양과 종류가 거의 일치한다. .

### 윌리 클라크슨
윌리엄 베리 "윌리" 클라크슨 (William Berry "Willy" Clarkson, 1861-1934년 10월 12일)은 왕실 가발 제작자이자 빅토리아 여왕의 의상 제작자였으며 다섯 곳의 사건 현장에서 약 2마일 떨어진 곳에 살았다.
그는 1937년  해리 J. 그린월이 쓴 클라크슨의 전기를 바탕으로 하여 2019년에 처음으로 용의자로 언급되었고 이후 수많은 의견이 쏟아져 나왔다. 클라크슨은 그의 전 약혼자를 스토킹 한 것으로 알려져 있으며 공갈 및 방화 혐의로도 유명하다. 그는 공갈 혐의를 은폐하기 위해 살인을 저질렀다는 의심을 받고 있다. 클라크슨이 용의자라는 증거 중 하나는 그가 맞춤 제작한 가발 중 하나가 살인 현장 근처에서 발견되었다는 것을 시인했다는 폭로인데, 이는 리퍼학계에 새롭게 알려진 사실이다. 게다가, 클라크슨의 전기는 경찰이 리퍼를 찾기 위해 그에게 변장을 받아 수사했고, 그가 경찰의 수사를 알고 있었기 때문에 잡히지 않을 수 있었다고 서술한다. 당시 가발 제작자가 사용했던 이발용 가위와  살인에 사용된 것으로 의심되는 무기의 모양과 종류가 거의 일치한다.

### 존 윌리엄스 경
존 윌리엄스 경 (Sir John Williams,1840 11월 6일 - 1926년 5월 24 일)은 빅토리아 여왕의 딸 베아트리스의 산부인과 의사를 맡았으며, 외과의사의 후손 중 한 명인 토니 윌리엄스와 험프리 프라이스가 쓴 《엉클 잭》(2005)이라는 책에서 리퍼 용의자로 지목되었다. 작가들은 피해자들이 그를 개인적으로 알고 있었고, 불임의 원인을 알아보려다 난도질당해 살해되었으며, 윌리엄스가 쓰던 무딘 수술용 칼이 살인에 쓰였다고 주장한다. 제니퍼 페그는 두 개의 기사에서 책에 있는 많은 연구들에 결점이 있다는 것을 보여주었다. 예를 들면, 윌리엄스가 희생자 메리 앤 니컬스를 만났다는 증거가 담긴 노트 항목은 인쇄하기 위해 바뀌어져서 원본 문서와 일치하지 않았으며 원본 문서에서 발견된 선은 노트의 나머지 부분과 일치하지 않는 필기체였다.
작가 존 모리스는 윌리엄스의 아내 리지를 유력한 용의자로 지목했는데, 그는 리지가 불임이었으며,. 정신 이상을 가진 상태에서 피해자들을 죽임으로써 원한을 표출했다고 주장한다.

## 그 외의 이론
아서 코난 도일 경은 "질 더 리퍼"라고 불리는 여성 살인범에 관한 이론을 발전시켰다. 이 이론의 지지자들은 살인자가 피 묻은 옷을 입은 모습을 보여도 의심을 잘 받지 않고 피해자들이 남성보다 더 신뢰할 수 있는 조산사로 일했거나 조산사를 가장한 것으로 믿고 있다. 리퍼 용의자로 지목된 여성은 유죄 판결을 받은 살인자 메리 피어시와 콘스턴스 켄트, 신지학자 헬레나 블라바츠키까지 다양하다.
퍼트리샤 콘월과 같은 일부 작가는 살인자가 경찰과 언론에 편지를 보냈다고 생각한다. 편지 중 하나를 DNA 분석했지만 결정적인 증거가 아니고 법의학적으로 신뢰할 수 없다. 분석할 수 있는 편지는 이미 여러 번 검사했거나 의미 있는 결과를 얻기에는 너무 변질되어 있다. 게다가, 당국은 대부분의 편지를 거짓으로 간주한다. 그럼에도, 악명 높은 미국 연쇄 살인범 HH 홈즈의 후손인 제프 머젯은 홈즈를 리퍼 사건과 연관짓기 위해 편지를 증거로 사용했다. HH 홈즈 이론은 2017년 7월 11일 히스토리에서 방영된 아메리칸 리퍼라는 제목의 8부작 케이블 TV 시리즈의 기초가 되었다.
"잭 더 리퍼"가 실제로는 다수의 살인자였다고 생각하는 학자도 존재한다. 스티븐 나이트는 사건이 여러 명의 범죄자들이 저지른 음모라고 주장했지만, 각각의 살인이 서로 연관이 없는 개인들에 의해 독립적으로 저질러졌다고 주장했다.
당시 경찰은 리퍼가 화이트채플 지역 주민이라고 생각했다. 살인 직후 사라지는 살인자의 능력은 그가 화이트채플의 지리에 익숙하다는 것을 암시한다. 그러나 화이트채플의 사람들은 대체로 단기 체류자였고 가난했으며 가명이 자주 사용되었다. 많은 주민들의 삶이 거의 기록되지 않았다. 잭 더 리퍼와 화이트채플 연쇄살인사건에 대한 지속적인 관심이 가해졌고 전문 및 아마추어 연구원들이 지속적로 수사했음에도 불구하고 리퍼의 정체는 확실하게 밝혀지지 않을 것이다.

## 참고 문헌
- Begg, Paul (2003). Jack the Ripper: The Definitive History. London: Pearson Education. ISBN 0-582-50631-X
- Begg, Paul (2006). Jack the Ripper: The Facts. Robson Books Ltd. ISBN 1-86105-870-5
- Begg, Paul; Fido, Martin; Skinner, Keith (1996). The Jack the Ripper A-Z Headline Book Publishing. ISBN 0-7472-5522-9
- Bullock, David (2012; rev. 2016). The Man Who Would Be Jack: The Hunt for the Real Ripper. London: Thistle Publishing.
- Cook, Andrew (2009). Jack the Ripper. Stroud, Gloucestershire: Amberley Publishing. ISBN 978-1-84868-327-3
- Cornwell, Patricia (2002). Portrait of a Killer. G.P. Putnam's Sons. ISBN 0-399-14932-5
- Cornwell, Patricia (2017). Ripper: The Secret Life of Walter Sickert. Thomas & Mercer, Seattle. ISBN 978-1-5039-3687-4
- Cullen, Tom (1965). Autumn of Terror. London: The Bodley Head.
- Dimolianis, Spiro (2011). Jack The Ripper & Black Magic: Victorian Conspiracy Theories, Secret Societies & the Supernatural Mystique of the Whitechapel Murders. McFarland & Co. ISBN 978-0-7864-4547-9
- Eddleston, John J. (2002). Jack the Ripper: An Encyclopedia. London: Metro Books. ISBN 1-84358-046-2.
- Evans, Stewart P.; Rumbelow, Donald (2006). Jack the Ripper: Scotland Yard Investigates. Stroud, Gloucestershire: Sutton Publishing. ISBN 0-7509-4228-2.
- Evans, Stewart P.; Skinner, Keith (2001). Jack the Ripper: Letters from Hell. Stroud, Gloucestershire: Sutton Publishing. ISBN 0-7509-2549-3.
- Evans, Stewart P.; Skinner, Keith (2002). The Ultimate Jack the Ripper Sourcebook: An Illustrated Encyclopedia. Constable and Robinson. ISBN 1-84119-452-2
- Fido, Martin (1987). The Crimes, Detection and Death of Jack the Ripper. London: Weidenfeld & Nicolson. ISBN 0-297-79136-2
- Jakuboski, Maxim; Braund, Nathan (2005). Jack the Ripper. Castle Books. ISBN 0-7858-1616-X
- Knight, Stephen (1976; rev. 1984; repr. 2000). Jack the Ripper: The Final Solution. London: Bounty Books. ISBN 0-7537-0369-6.
- Marriott, Trevor (2005). Jack the Ripper: The 21st Century Investigation. London: John Blake. ISBN 1-84454-103-7.
- Meikle, Denis (2002). Jack the Ripper: The Murders and the Movies. Richmond, Surrey: Reynolds and Hearn Ltd. ISBN 1-903111-32-3.
- Rumbelow, Donald (2004). The Complete Jack the Ripper: Fully Revised and Updated. Penguin Books. ISBN 0-14-017395-1.
- Stewart, William (1939). Jack The Ripper: A New Theory. Quality Press.
- Sugden, Philip (2002). The Complete History of Jack the Ripper. London: Robinson. ISBN 0-7867-0276-1.
- Trow, M. J. (1997). The Many Faces of Jack the Ripper. Chichester, West Sussex: Summersdale. ISBN 1-84024-016-4.
- Werner, Alex (editor) (2008). Jack the Ripper and the East End. London: Chatto & Windus. ISBN 978-0-7011-8247-2
- Whitehead, Mark; Rivett, Miriam (2006). Jack the Ripper. Harpenden, Hertfordshire: Pocket Essentials. ISBN 978-1-904048-69-5
- Woods, Paul; Baddeley, Gavin (2009). Saucy Jack: The Elusive Ripper. Hersham, Surrey: Ian Allan Publishing. ISBN 978-0-7110-3410-5